# Mathes Hornig
Mathes Hornig byl česko-německý městský lékař působící v Chebu.

## Život

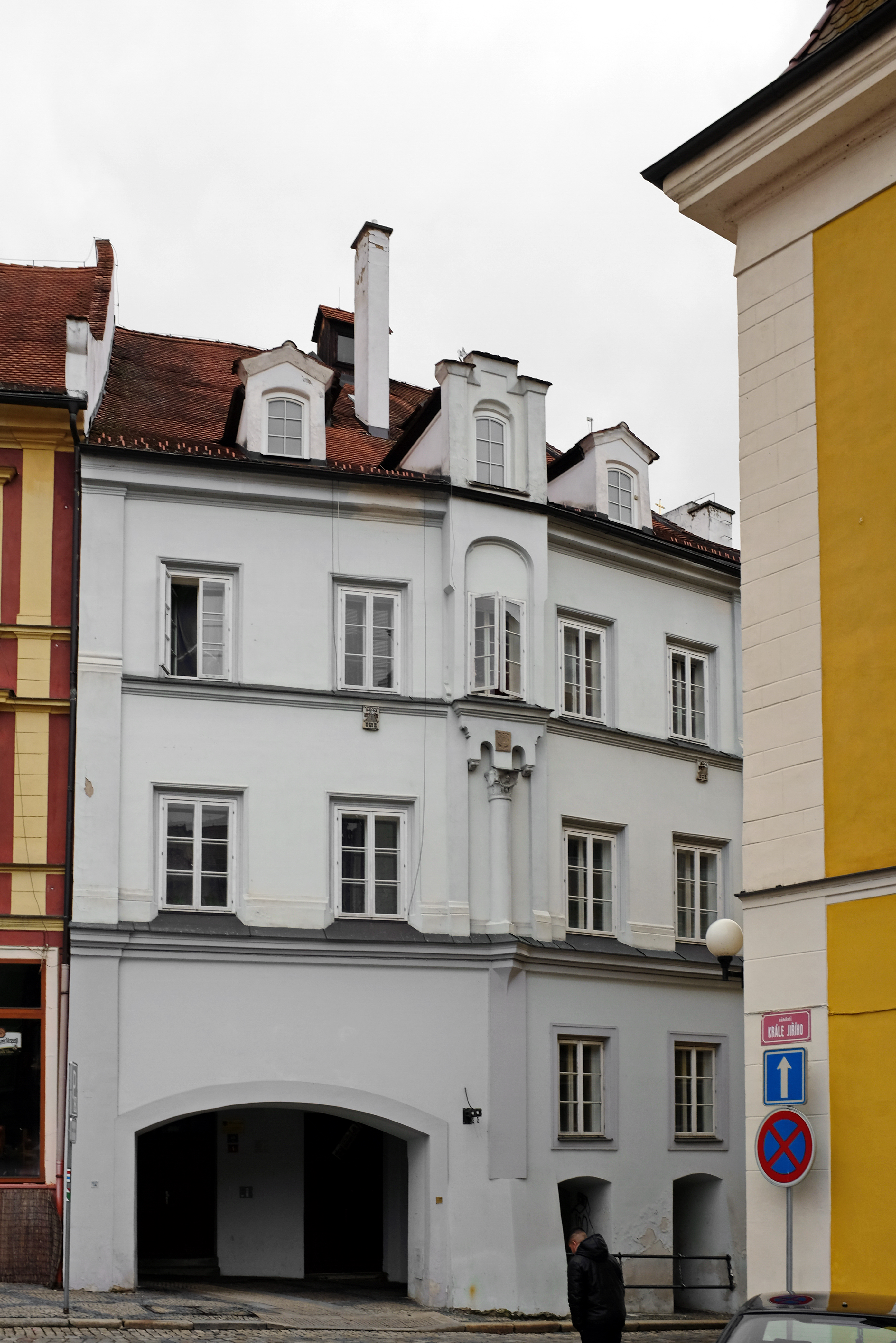
Hornigův dům v Chebu

Hornig působil jako městský lékař v Chebu. Jeho význam spočívá především v tom, že jako první popsal léčivé účinky a lékařské využití Chebské kyselky. Ve své knize z roku 1614 popisuje účinky dnešního Františkova pramene pod označením Slatinská kyselka, které rozšířil ve své druhé knize z roku 1617, v níž popsal složení pramene. Kniha se v roce 1623 dočkala ještě druhého vydání. Jeho spisy vyvolaly pozornost v lékařských kruzích.  
V březnu 1629 byl za svůj protest proti radním vězněn a z důvodu svého luteránského vyznání byl po bitvě na Bílé hoře vykázán z Chebu a emigroval. Odešel nejprve do Thiersheimu a následně do Norimberka, kde se trvale usadil. 

### Měšťanský Hornigův dům
Na nároží náměstí Krále Jiřího z Poděbrad č. 42 a Kamenné ulice 489/1 stojí měšťanský Hornigův dům pojmenovaný po Mathesi Hornigovi. Po Hornigově emigraci byl dům v roce 1634 prodán.